# Antrazyt
Antrazyt (ukrainisch Антрацит; russisch Антрацит Antrazit) ist eine Bergarbeiterstadt im Südosten der Oblast Luhansk in der Ukraine mit 53.000 Einwohnern (2015).
Sie war bis 2020 das Zentrum des gleichnamigen Rajons Antrazyt, allerdings verwaltungstechnisch kein Teil desselben.
Bedeutung erlangt diese Stadt auch durch ihre Lage an der Fernstraße M 03 Kiew–Charkiw–Rostow am Don, als letzte ukrainische Stadt vor der russischen Grenze Richtung Rostow.

## Stadtgliederung
Die Stadtgemeinde Antrazyt gliedert sich administrativ in die Stadt Antrazyt sowie in die Siedlungen städtischen Typs
- Bokowo-Platowe
- Dubiwskyj
- Kamjane
- Kripenskyj
- Schtschotowe
- Werchnij Naholtschyk

und die Dörfer
- Selenyj Kurhan (Зелений Курган)
- Orichowe (Оріхове)

sowie die Siedlungen
- Lisne (Лісне)
- Melnykowe (Мельникове)
- Sadowyj (Садовий)
- Stepowe (Степове)
- Chrystoforiwka (Христофорівка).

## Geschichte
Antrazyt wurde in den 1930er Jahren als Bokowo-Antrazit in der Nähe des Kosakenortes Bokowo gegründet, 1962 wurde der heutige Name offiziell. Ihren Namen trägt Antrazyt nach den umfangreichen Vorkommen von hochwertiger Anthrazitkohle. In den 1970er Jahren gab es umfangreiche Bemühungen, die problematische Umweltsituation durch großflächige Aufforstungen von Steppenland zu verbessern. Vom wirtschaftlichen Niedergang der Ukraine in den 1990er Jahren nach dem Zusammenbruch der Sowjetunion wurde Antrazyt besonders hart getroffen, da sämtliche Industriebetriebe und fast alle Kohlebergwerke aufgegeben wurden. Diese Lage hat sich erst in den letzten Jahren etwas gebessert.
Die Stadt befindet sich seit 2014 unter Kontrolle der international nicht anerkannten Volksrepublik Lugansk und gehört nach Angaben der ukrainischen Regierung zu einem Gebiet, auf dem die Organe der Staatsmacht vorübergehend ihre Befugnisse nicht ausüben.

## Bevölkerung
| 1939   | 1959   | 1970   | 1979   | 1989   | 2001   | 2005   | 2015   |
| ------ | ------ | ------ | ------ | ------ | ------ | ------ | ------ |
| 13.297 | 24.462 | 54.673 | 60.687 | 71.655 | 63.698 | 61.204 | 53.887 |

Quelle: 

## Söhne und Töchter der Stadt
- Wladimir Ljachow (1941–2018), sowjetischer Kosmonaut
- Ihor Korobtschinskyj (* 1969), Turner
- Irina Dibirowa (* 1979), russische Handballspielerin und -trainerin
- Jewgenija Losa (* 1984), russische Schauspielerin
- Alex Len (* 1993), Basketballspieler